# Margaret Rock
Pour les articles homonymes, voir Rock (homonymie).
Margaret Rock (7 juillet 1903 — 26 août 1983) est une mathématicienne et cryptanalyste britannique, l'une des rares mathématiciennes à avoir travaillé à Bletchley Park pendant la Seconde Guerre mondiale. Grâce ses compétences en mathématiques, elle a réussi à décoder la machine Enigma utilisée par l'armée allemande.   

## Biographie
Margaret Rock naît et grandit à Hammersmith, à Londres, fille de Frank Ernest Rock et d'Alice Margaret Simmonds.Elle fréquente l'école élémentaire d'Edmonton et l'école North Middlesex. Son père est chirurgien dans la Royal Navy de 1894 et 1896 tandis que sa mère s'occupait d'elle et de son frère. Frank Rock envoyait fréquemment des lettres à ses enfants pour rester en communication en 1914, juste avant la Première Guerre mondiale. 

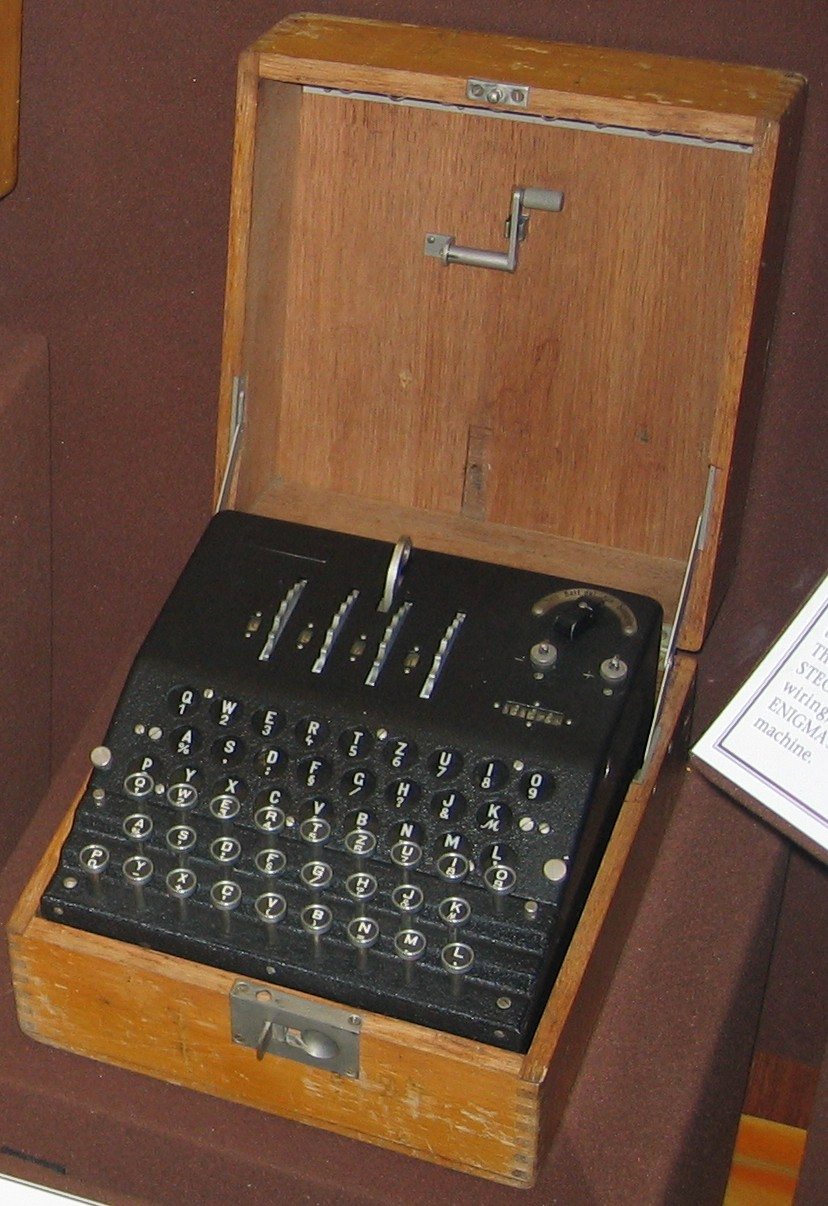
Une machine Enigma G de l'Abwehr.

En 1917, Margaret Rock, sa mère et son frère se sont installés à Portsmouth, à Londres, après avoir déménagé fréquemment pendant trois ans. Rock a fréquenté la Portsmouth High School, un pensionnat privé pour filles. Son père meurt lorsque le HMS Laurentic a coulé au large des côtes de l'Irlande après avoir heurté deux mines posées par un sous-marin allemand. Rock est encouragée à poursuivre ses études par les lettres que son père lui avait écrites. Son frère, John Frank Rock, est officier dans les Royal Engineers.  

## Formation
Rock réussit l'examen de la London General School en juin 1919 puis poursuit ses études au Bedford College de l'Université de Londres, où elle obtient son diplôme en 1921. Elle travaille ensuite comme statisticienne pour la National Association of Manufacturers (Fédération de l'industrie britannique), où elle doit réaliser des prévisions économiques et envisager la façon dont les différentes entreprises et entreprises réagiraient au marché.  

## Seconde Guerre mondiale

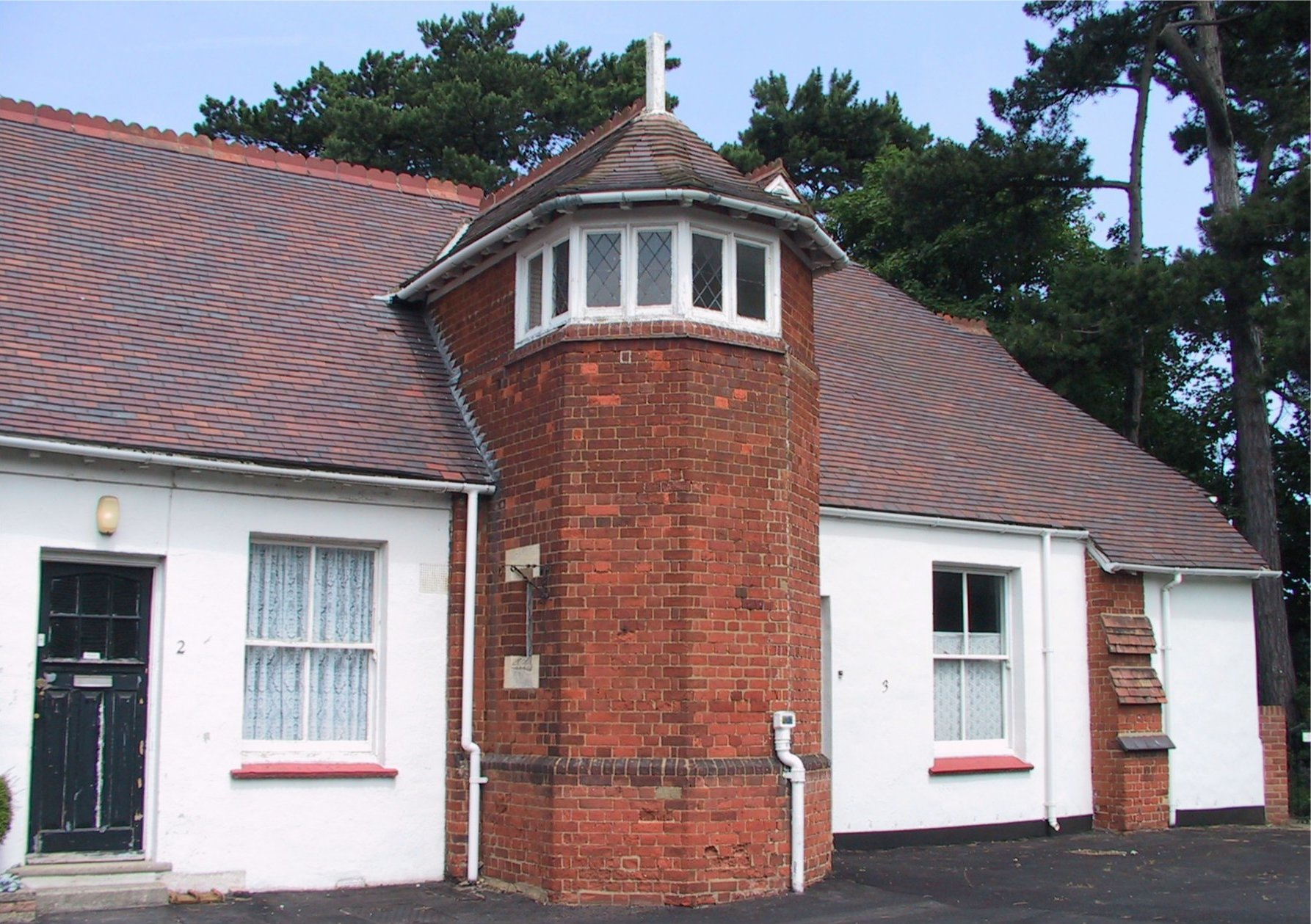
Ce cottage de Bletchley Park a abrité les travaux de Margaret Rock et Dilly Knox sur le déchiffrement de la machine Enigma.

Au début de la Seconde Guerre mondiale, Margaret Rock et sa mère sont évacuées de Londres à Cranleigh, dans le Surrey.Elle trouve un emploi à Bletchley Park en avril 1940, pour l'amiral Hugh Sinclair, chef du code gouvernemental et de l'école du Chiffre et des services secrets Government Code and Cypher School (G.C. & C.S.). Elle participe à la formation et travaille aux côtés de mathématiciens et de professeurs pour briser et décoder les messages cryptés avec la machine Enigma par les Allemands. Elle travaille pour Alfred Dilwyn Knox, collaborant sur des projets avec Mavis Lever. 
Margaret Rock, en août 1940, est considérée par Dilwyn Knox comme la quatrième ou la cinquième meilleure cryptanalyste qu'il emploie pour la machine allemande Enigma, son travail consiste notamment à authentifier les agents doubles qui pouvaient communiquer aux Britanniques de fausses informations.  

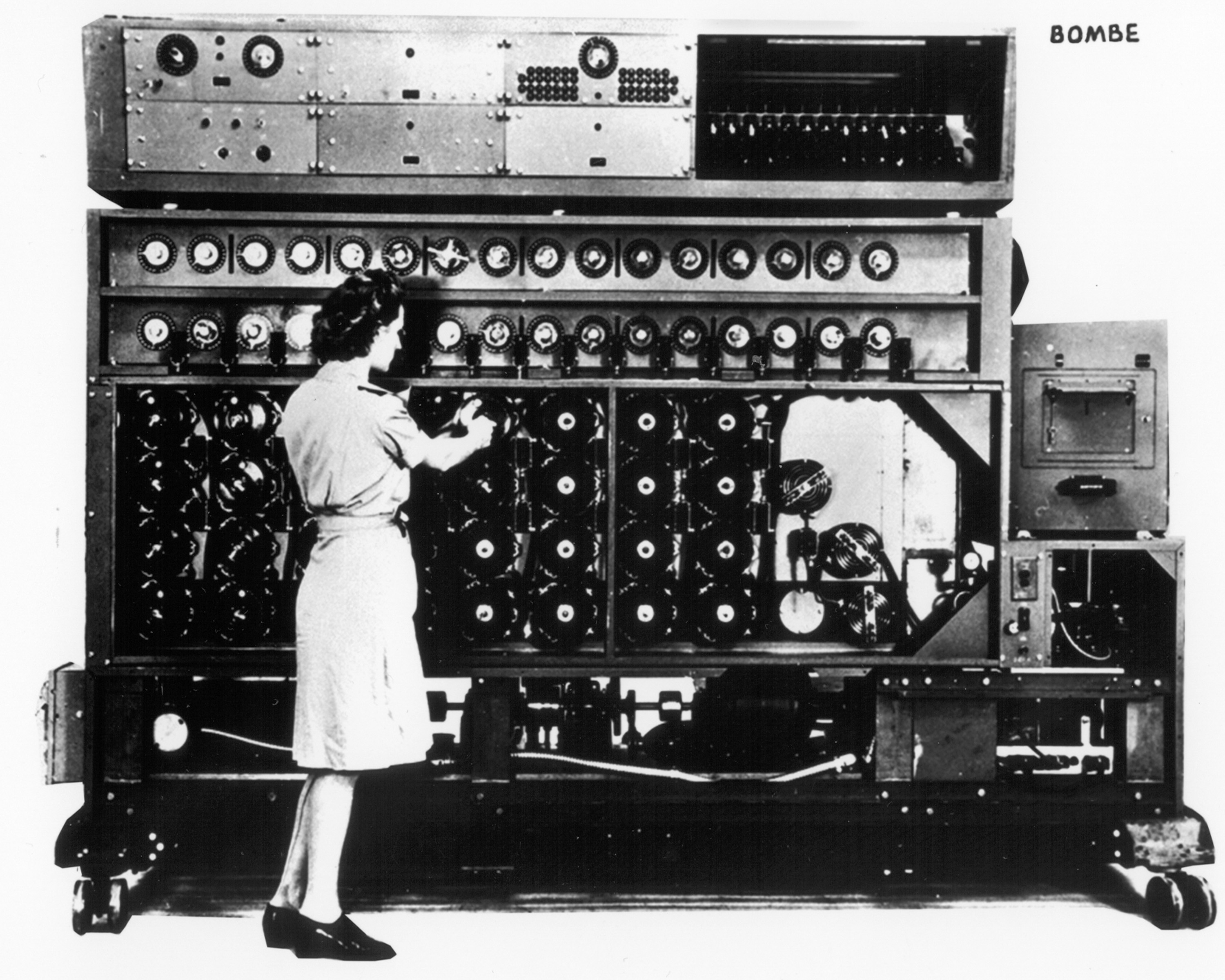
Une femme travaillant sur un dispositif informatique Bombe.

Les militaires allemands pensaient que le chiffre Enigma était incassable en raison de ses codes modifiés quotidiennement. Le 8 décembre 1941, le message de la machine allemande Enigma (modèle G) de l'Abwehr est décodé et lu par l'équipe de Bletchley Park à l'aide d'une technique manuelle appelée "rodding" identifiée par Knox,. Cet exploit a donné un avantage à la Grande-Bretagne pour planifier l'attaque du jour J..
En 1945 elle est décorée de l'ordre de l'Empire britannique (MBE). Après-guerre, Margaret Rock travaille pour des services gouvernementaux, tels que le siège des communications gouvernementales jusqu'à sa retraite en 1963. Son travail pendant la guerre a été classé par la loi de 1939 sur les secrets officiels (en), de sorte qu'une grande partie de son travail n'a pas été révélée de son vivant. Elle-même n'a pas commenté sa contribution au projet Colossus, alors même que des informations à ce sujet commençaient à circuler. Elle meurt le 26 août 1983, à l'hôpital Ronkswood de Worcester.